# Кіста Бейкера
Кіста Бейкера, підколінна кіста, кіста підколінної ямки, бурсит підколінної ямки — накопичення рідини під коліном.
Уперше описана англійським хірургом Вільямом Бейкером у 1877 р.
Характеризується розтягненням суглобової капсули та синовіальної оболонки колінного суглоба. Клінічно проявляється у вигляді припухлості яйцеподібної форми в підколінній ділянці. Підколінна кіста найбільше виступає при розігнутому коліні, при зігнутому вона менш щільна і опукла. В той же час може обмежувати згинання в колінному суглобі. Кіста Бейкера сполучається з порожниною суглоба. Іноді ця кіста призводить до утворення варикозного розширення вен нижньої кінцівки. При розриві кісти виникає біль під коліном, рідина виходить з її порожнини і поширюється по міжм'язових просторах на гомілку, викликаючи її набряк.
Кіста Бейкера — скупчення синовіальної рідини в задньому згині сумки колінного суглоба. При кісті Бейкера біль відчувається в коліні, переважно по його задній поверхні. Виникають проблеми при присіданні в разі значного скупчення рідини. Рідина розтягує суглобову капсулу, викликаючи неприємні відчуття в підколінній ямці (задня поверхня коліна). При великій кількості рідини визначається припухлість в підколінної ямці. Згодом кіста може «осумкуватися» (ізолюватися) тільки в задньому згині коліна. Трапляється розрив кісти з переходом рідини з капсули суглоба в м'які тканини гомілки (частіше — в підшкірну клітковину).
Через запалення капсули суглоба, суглобова рідина рясно виробляється і не встигає всмоктуватися. Таким чином, синовіальна рідина накопичується переважно в розташованих ззаду заворотах капсули колінного суглоба. Це обумовлено особливостями анатомічної будови капсули колінного суглоба і біомеханіки його функціонування. Рух коліна здійснюється в одній площині виключно у вигляді згинання. При згинанні коліна суглобова рідина переміщається в задні відділи капсули шляхом механічного «видавлювання», де поступово і накопичується.
Найчастіше пацієнт не вказує на будь-яку травму коліна. Кіста розвивається внаслідок запалення капсули суглоба, яке супроводжується підвищеною продукцією синовіальної рідини.
Причина кісти Бейкера — запалення суглоба частіше ревматичного характеру.